# Charles W. Gilmore
Charles Whitney Gilmore (11 de março de 1874 - 27 de setembro de 1945) foi um paleontólogo americano que ganhou renome no início do século XX por seu trabalho em fósseis de vertebrados durante sua carreira no Museu Nacional dos Estados Unidos (agora Museu Nacional de História Natural). Gilmore nomeou muitos dinossauros na América do Norte e na Mongólia, incluindo os saurópodes do Cretáceo Alamosaurus e Mongolosaurus, os ornitísquios Bactrosaurus, Parrosaurus e Thescelosaurus, os terópodes Alectrosaurus, Archaeornithomimus e Chirostenotes, os ceratopsídeos Brachyceratops e Styracosaurus ovatus,  e o anquilossaurídeo Pinacosaurus.

## Carreira
Em 1903 Gilmore foi contratado pelo Museu Nacional dos Estados Unidos (agora o Museu Nacional de História Natural), parte da Smithsonian Institution. Sua primeira tarefa foi trabalhar na vasta coleção de O. C. Marsh acumulada durante a Guerra dos Ossos; os fósseis foram transferidos do novo Museu Peabody de História Natural da Universidade de Yale depois que a coleção superou a capacidade de armazenamento do museu menor.

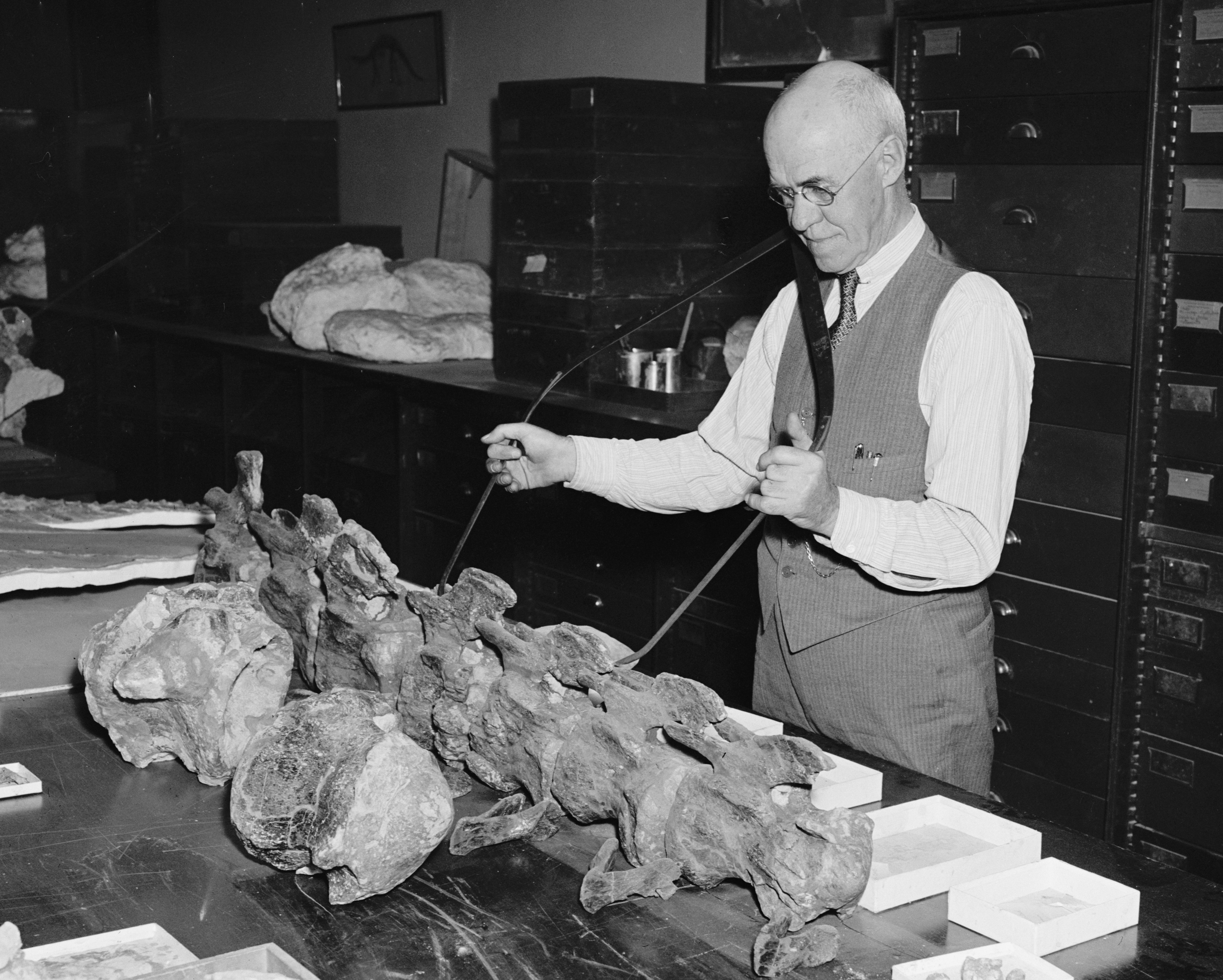
Gilmore medindo fósseis em 1938

Gilmore e o assistente de preparação Norman H. Boss, que mais tarde se tornou o principal preparador do museu, montaram um Edmontosaurus completo em 1903. Juntos, eles construíram o primeiro esqueleto de Triceratops montado do mundo, que foi exibido em 1905. Em maio de 1907, Gilmore liderou uma expedição ao Alasca para procurar fósseis de vertebrados do Pleistoceno. Gilmore foi nomeado Guardião de Répteis Fósseis em 1908, e se estabeleceu no bairro de Park View em 451 Park Road NW em Washington.
Em 1923, Gilmore e Boss coletaram um Diplodocus longus no Dinosaur National Monument em Utah. Sob a direção de Gilmore, o espécime foi montado e exibido no Museu Nacional de História Natural em 1931, onde o espécime de 21 metros provou ser a exposição mais popular do museu pelos próximos 20 anos. O museu promoveu Gilmore a Curador de Paleontologia de Vertebrados em 1924.
Gilmore liderou dezesseis expedições para coletar fósseis de vertebrados durante seu mandato como curador. Era frequentemente solicitado a identificar fósseis trazidos ao museu pelo público. Em 1938, ele examinou dentes fossilizados descobertos por uma operação de extração de calcário e os identificou como raros fósseis do Pleistoceno de anta, urso e um extinto leão norte-americano.
Gilmore se aposentou do Smithsonian em 1945,  e morreu em 27 de setembro daquele ano. Ele foi enterrado em 29 de setembro de 1945 no Cemitério Nacional de Arlington.
Seu nome foi homenageado no batismo de pelo menos quatro espécimes em trabalhos paleontologicos: Gilmoreosaurus (um género de dinossauro hadrossauromorfo), Richardoestesia gilmorei (um dinossauro terópode) , Shuangmiaosaurus gilmorei (um dinossauro ornitópode), e Gilmoremys (um gênero extinto de tartaruga do Cretáceo).